# Heinz Scharr
Heinz Scharr (* 1. Juli 1924 in Sondershausen; † 5. September 2017 in Utterode) war ein deutscher Grafiker und Bildhauer.

## Leben
Heinz Scharr kam 1924 als drittes Kind von Otto und Martha Scharr, geb. Kramer, in Sondershausen zur Welt. Nach dem Schulbesuch absolvierte er von 1939 bis 1942 eine Lehre im Kaliwerk Sondershausen. Anschließend wurde er zum Militärdienst bei der Marine eingezogen. 1947 kam er aus der Kriegsgefangenschaft mit Stationen in Frankreich, Spanien, Holland, Belgien und England zurück. Von 1947 bis 1952 studierte Scharr an der Hochschule für Grafik und Buchkunst Leipzig bei Elisabeth Voigt, Ernst Hassebrauk, Max Schwimmer und Walter Arnold.
1952 wurde Scharr Mitglied im Verband Bildender Künstler der DDR und arbeitete seitdem als freischaffender Künstler. 1955 eröffnete er ein Atelier in Weimar. In den folgenden Jahren arbeitete er an verschiedenen Projekten, beteiligte sich an Symposien und unternahm Studienreisen. 1962 baute er ein weiteres Atelier in Sondershausen und errichtete 1964 in der Stillen Mühle im Helbetal ein Sommeratelier. 1975 erwarb er den früheren Komturhof Utterode, wohin ein Jahr später der Umzug erfolgte. 1990 richtete er hier eine Galerie ein.
Im gleichen Jahr trat Scharr dem Bundesverband Bildender Künstlerinnen und Künstler sowie dem Verband Bildender Künstler Thüringen bei. In den 1990er und 2000er Jahren unternahm er Studienreisen nach Portugal und Südfrankreich. 2006 wurde er mit der Ehrengabe der Stadt Sondershausen sowie 2009 mit dem Verdienstorden des Freistaats Thüringen ausgezeichnet.

## Privates
1963 heiratete er Jutta Frank.

## Werk
Das Werk Heinz Scharrs umfasst ca. 3000 Arbeiten. Sie sind seit Jahrzehnten in Ausstellungen im In- und Ausland vertreten, wie z. B. im ehemaligen Museum für Deutsche Geschichte Berlin, im Angermuseum Erfurt, in den Kunstsammlungen in Mühlhausen, Sondershausen und Weimar sowie bei Thyssen in Duisburg. Viele seiner Grafiken sind dem Thema Natur gewidmet, bei Plastiken verwendete er oft Eisen.

## Auszeichnungen
- 2006: Ehrengabe der Stadt Sondershausen
- 2009: Verdienstorden des Freistaats Thüringen